# اردلان رزاز رحمتی
اردلان رزاز رحمتی یا ادی رزاز (به سوئدی: Eddie Razaz) (زاده ۲۱ دسامبر ۱۹۸۸ میلادی) خوانندهٔ پاپ و مدل ایرانی-سوئدی است. وی بیشتر به خاطر حضور در برنامهٔ سوئدیش آیدل به شهرت رسید. وی همجنسگرا است.
او یکی از شرکت های سابق سوئدی آیدل ۲۰۰۹ بود و ششم شد. ادی رزاز وربیع جابر، یکی دیگر از شرکت کنندگان آیدل ، به عنوان REbound تبدیل به یک گروه دوتایی پسر پاپ شدند!در سال ۲۰۱۰ با موفقیت در چارت سوئد. پس از جدایی گروه در آوریل ۲۰۱۱، ادی رزاز به عنوان خواننده انفرادی ادامه می دهد. در نوامبر ۲۰۱۲، او با وارنر موزیک سوئد قرارداد امضا کرد. او مدلینگ نیز انجام شده است و در تبلیغات حضور داشته است.

## آغازها
او که در استکهلم از پدر و مادری ایرانی که از ایران آمده بودند به دنیا آمد، اولین بار در سال ۲۰۰۵ برای تیم سوئدی آیدل تست داد. اما در مرحله مقدماتی حذف شد. او همچنین با یک آژانس مدلینگ کار می کرد.